# Leena Parkkinen
Leena Parkkinen, (née en 1979) est une écrivaine finlandaise

## Œuvres
- (fi) Sinun jälkeesi, Max, Helsinki, Teos, 2009 (ISBN 978-951-851-205-2)
- (fi) Miss Milky Ray, Helsinki, Teos, 2011 (ISBN 978-951-851-376-9)
- (fi) Galtbystä länteen, Teos, 2013

## Prix
2009; Prix littéraire Helsingin Sanomat
2009; Prix de la librairie académique
2013; Prix Kalevi Jäntti